# Marta Vall-llossera Ferran
Marta Vall-llossera Ferran   (Lleida, 1962) és una arquitecta catalana. Va ser degana del Col·legi Oficial d'Arquitectes de les Illes Balears (COAIB) de l'any 2015 al 2021, i des del 25 de febrer del 2022 és presidenta del Consell Superior dels Col·legis d'Arquitectes d'Espanya (CSCAE).
Vall-llossera va estudiar arquitectura a l'Escola Tècnica Superior d'Arquitectura de Barcelona. Des dels seus llocs de responsabilitat institucional, i com a experta en rehabilitació i sostenibilitat de l'entorn construït, ha defensat la urgència de gestionar les ajudes europees dels fons de recuperació i resiliència per a la rehabilitació d'habitatges i edificis, la rehabilitació de barris i regeneració i renovació urbana des de la perspectiva dels objectius de desenvolupament sostenible. Vall-llossera advoca per una arquitectura que defineixi nous models socials i estàndards de benestar, que «s'han d'abordar de manera conjunta, sostenible, socialment inclusiva i econòmicament viable, amb mesura i equilibri». Ha defensat la construcció d'habitatges prefabricats, també anomenada construcció industrial.